# رالف مونرو
رالف مونرو (بالإنجليزية: Ralph Munro)‏ هو سياسي أمريكي، ولد في 1943 في سياتل في الولايات المتحدة. حزبياً، نشط في الحزب الجمهوري.